# Hylesia metabus
Espèce
Le papillon de cendre (Hylesia metabus) se rencontre en Amérique du Sud, notamment près des zones de mangrove mais pas uniquement, depuis le delta de l'Amazone (Nord-Est du Brésil) à l'Orénoque, et notamment dans la région des Guyanes.
Ce papillon est surtout connu pour ses pullulations périodiques, et pour les réactions allergiques prurigineuses qui les accompagnent quand il est attiré vers les lieux éclairés. Un prurit, parfois aigu est causé par le contact de la peau avec certains « poils spécialisés » de l'abdomen des femelles.

Les adultes de cette espèce, comme beaucoup de papillons de nuit, sont en effet sensibles à la pollution lumineuse, qui les attire et les piège ; en augmentant pour l'Homme le risque de contact avec les poils libérés par les papillons tournoyant autour des lampes.

## Taxonomie
Hylesia urticans est un synonyme plus récent de Hylesia metabus.
C'est donc ce dernier nom qui est actuellement le nom valide de l'espèce

## Répartition
L'espèce est observée du delta de l'Amazone à celui de l'Orénoque, au Brésil, en Guyane, au Suriname, au Guyana, au Venezuela, à Trinidad et Tobago.

Il est présent dans l'intérieur de la forêt amazonienne mais avec une répartition mal connue.

On n'a rapporté de pullulations que sur le littoral, souvent près des mangroves et/ou de zones urbanisées ou aménagées (bords de routes...).

## Description, biologie
Il s'agit d'un papillon nocturne brun-rougeâtre de petite taille (12 mm de long et 21 mm d'envergure). Son abdomen est globuleux et velu.
Après fécondation, la femelle pond en moyenne 200 œufs qui écloront après 24 jours libérant des larves de 3 mm qui dans un premier temps restent groupées près du tapis de fléchettes (24 h voire plus) avant de partir en procession à la recherche de nourriture. Grégaires, elles forment des groupes couvrant la face inférieure des feuilles qu'elles vont manger. Quand une feuille est totalement mangée, les chenilles, toujours en procession passent à une autre feuille.
Au 3e stade de développement apparaissent des épines urticantes ; sur des appendices symétriques, de part et d'autre d'une bande médiane dorsale plus claire. Jusqu'alors, la chenille a une couleur jaune doré clair. Au stade suivant (stade IV), sa couleur fonce pour devenir noire au 7e et dernier stade.

45 à 50 jours après l'éclosion, chaque chenille mesure environ 5 cm de long et 8 mm de large. Un arbre entier peut être ainsi entièrement défolié par des colonies de milliers de ces chenilles. Le comportement grégaire diminue aux derniers stade, puis les chenilles se dispersent aux alentours pour se nymphoser en tissant dans une feuille un cocon de soie d'où le papillon adulte émergera après 15 jours. Les mâles nymphosent environ cinq jours avant les femelles, et apparaissent donc les premiers à chaque saison de reproduction (quatre générations par an, soit une génération tous les trois mois). Les adultes ne vivent que 5 à 6 jours.
Dimorphisme sexuel :
- le mâle est nettement plus petit ; ses antennes sont bipectinées et a priori aptes à capter les phéromones de la femelle ;
- la femelle est dotée d'un abdomen plus volumineux et a une envergure plus grande ; ses antennes sont filiformes. Une partie de son abdomen est couverte de poils urticants.

## Les poils urticants
Ces poils de 150 μm de longueur, de diamètre de 3 à 4 μm sont des productions tégumentaires spécialisées, positionnés sur les côtés de l'abdomen. Ils sont effilés à leurs deux extrémités et sont garnis de barbules dirigées vers l'extrémité distale.
Ils seront anormalement libérés dans l'atmosphère lorsque le papillon, attiré par la lumière, vient s'ébattre, parfois en nuages assez denses autour des sources d'éclairage artificiel, ainsi que des écailles de ponte (TISSEUIL 1935). Normalement, la femelle libère ces poils de nidification (nettling hairs pour les anglophones) sur la ponte, ce qui les protège, ainsi que les larves néonates d'une partie de leurs prédateurs.
Ce sont de minuscules flèches envenimantes) qui ont pour fonction (mélangées avec des poils normaux, abdominaux) de protéger les pontes.
Selon les tests faits au début des années 1980, in vitro, sur des animaux de laboratoire, le mode d'action du venin serait de type « histamino-libératrice ».
Par rapport aux poils urticants des Thaumetopoea (autre genre de papillon à poils urticants), les « fléchettes » des femelles du genre Hylesia montrent des différences morphologiques et d'insertion dans la cuticule,,.
Chez les sujets sensibles, la dermatose prurigineuse papulo-vésiculeuse se révèle 15 à 20 minutes après le contact de la peau avec les poils-micro-fléchettes que la femelle perd dans l'air.

## Habitat

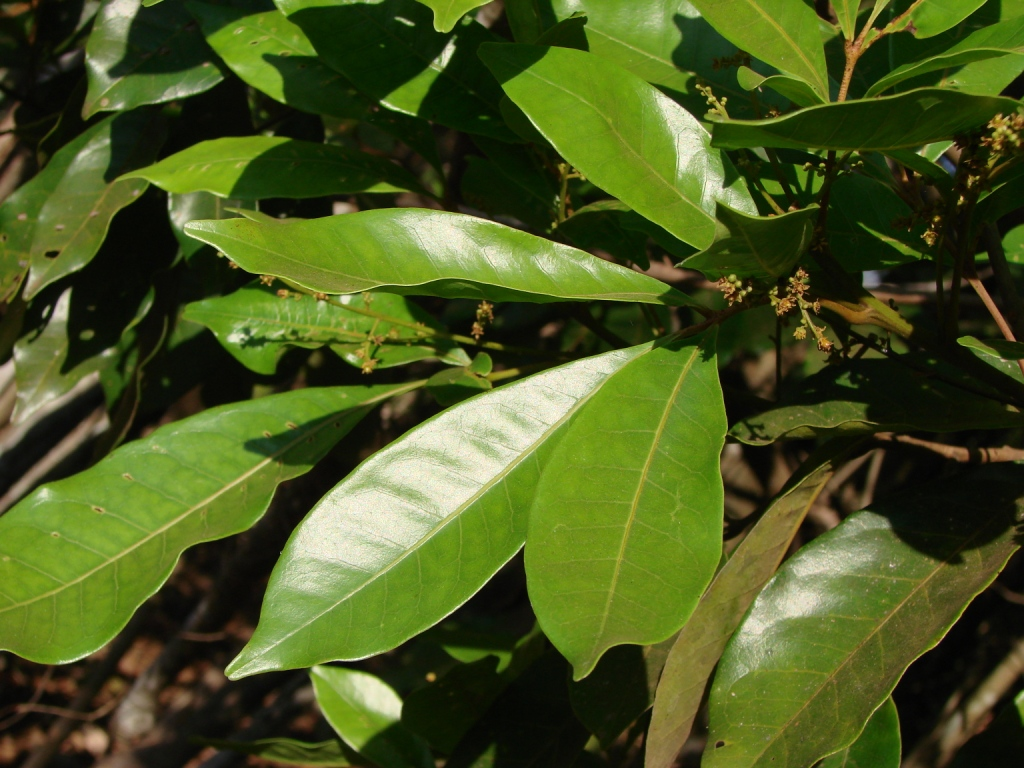
Tapirira guianensis est l'une des espèces végétales dont la chenille de H. metabus peut se nourrir

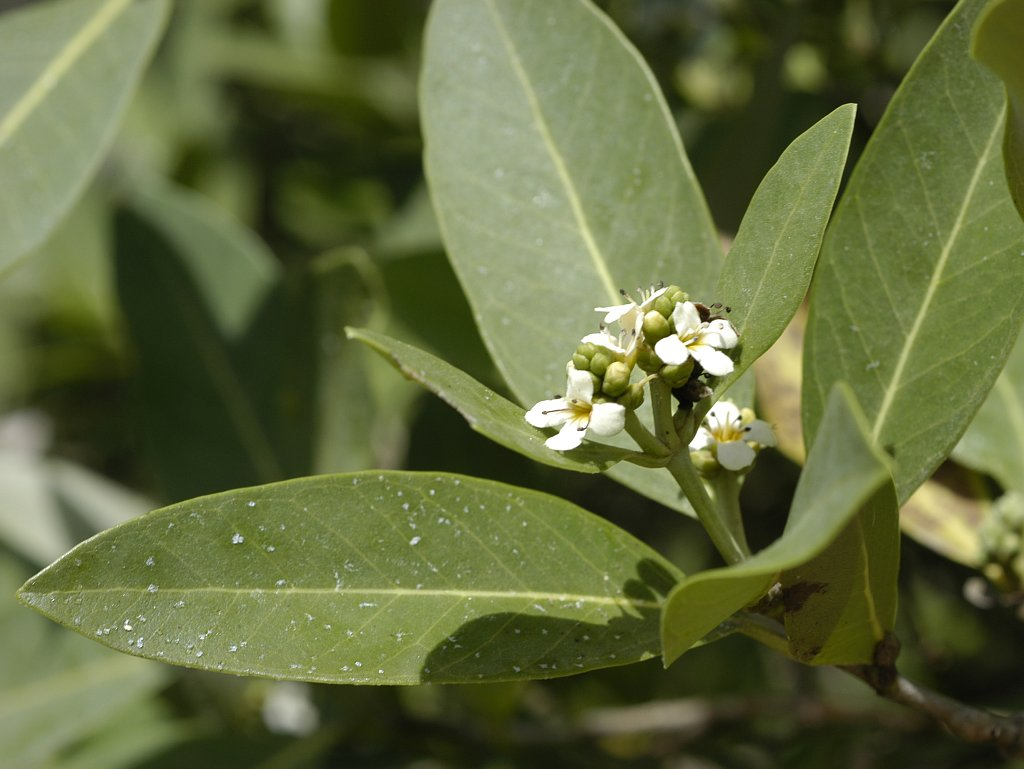
Le palétuvier Avicennia germinans (sur les feuilles duquel on distingue ici des cristaux de sel) est une autre espèce consommée par les chenilles de H. metabus

Ce papillon était initialement réputé vivre à proximité des zones de mangrove, mais on a ensuite montré depuis que les chenilles de cette espèce sont très polyphages (c'est-à-dire capables de se nourrir sur un grand nombre de plantes) ; plusieurs générations successives peuvent être produites sur de nombreuses autres espèces de plantes que les palétuviers blancs, dont dans certaines savanes guyanaises, sur le loussé ou mombin fou (Tapirira guianensis) ou le goyavier (Psidium guajava) qui pour ces dernières peuvent être spontanées ou cultivées près des habitations. Les chenilles peuvent aussi se développer sur le citronnier (Citrus sp. ; introduit en Amérique centrale), également fréquent près des habitations.
Les zones de pullulation semblent plutôt liées à celle de sa plante-hôte préférée : le palétuvier blanc Avicenia nitida Jacq. ou encore Avicenia germinans en Guyane, alors qu'au Venezuela il se développerait plutôt sur le palétuvier rouge (Rhizophora mangle),,.

En Guyane son aire semble s'étendre, le long de la nationale 1 (route littorale reliant Cayenne à Saint-Laurent-du-Maroni, via Kourou), où l'espèce profite peut-être d'arbres plus vulnérables (qu'elle peut totalement défolier) parce que stressés par la déforestation et le microclimat déshydratant de la route, voire par la lumière des phares ou des habitations là où il y en a. Avant 1986, des pullulations locales avaient déjà été signalées sur des zones « éloignés de la mangrove côtière comme Montsinéry, Tonnégrande, les Îles du Salut, l'aéroport de international Félix Éboué, ainsi que l’enceinte du Centre Spatial Guyanais » près de Kourou, où il aurait également pu être attiré par les éclairages nocturnes.
Vassal et al. remarquaient en 1986 que la présence de chenilles ou de papillons n’a jamais été notée dans la région de Saint-Laurent du Maroni sans que l'on sache pourquoi. Ils suggèrent de « vérifier et d’expliquer ce fait ».

## Dynamique des populations
En termes de dynamique et biologie des populations, le constat a été fait de proliférations régulières au XXe siècle, entrecoupées de longues périodes où l'espèce semble rare, ce qui laisse penser que l'espèce a d'importants ennemis naturels ou des facteurs de régulation abiotiques cycliques (à déterminer, s'ils existent). On suppose que les régulateurs sont des entomopathogènes (virus, bactéries, champignons) et des parasites des chenilles que l'on cherche à mieux identifier depuis les années 1980, pour d'éventuelles démarches de lutte intégrée.

## Aspects sanitaires
La dissémination des poils (170 µm) de ce papillon, est cause d'une dermatose appelée papillonite, Des phénomènes périodiques d'invasion locale par l'espèce sont sources d'épidémies de papillonite surtout rapportée en Guyane et au Venezuela. Ce sont LEGER et MOUZELS[Qui ?] qui en Guyane Française ont les premiers décrit (en 1918) une  dermatose prurigineuse papulo-vésiculeuse induite par les poils du papillon Hylesia urticans (synonyme de H. metabus). Des proliférations de ces papillons surviennent certaines années (ex : 1931 (1re description précise, par R. BOYÉ), 1976, 1979-80, 1984-85 ou plus récemment en 2006 en Guyane.
Pour la Guyane, par suite d'une augmentation du nombre de cas, l'Anses a publié en 2011 un avis et rapport sur les risques liés à l'exposition aux poils urticants de ce papillon.
Les voyageurs se déplaçant dans les zones à risque peuvent se renseigner sur l'espèce ou les précautions à prendre auprès de la préfecture de Guyane qui a mis en place avec le Parc naturel régional de Guyane et les pharmaciens de Guyane une Cellule permanente d'observation et de Prévention de la Papillonite (COPP), ou directement auprès du Parc naturel régional.
Attirés par l'éclairage artificiel, les papillons se concentrent dans des zones urbaines, incitant à la mise en place de véritables couvre-feu : les populations se calfeutrent dans leurs domiciles à la tombée de la nuit, éteignent tous les éclairages extérieurs, étendent leur linge à l'intérieur et évitent de disperser les poils urticants en limitant le balayage "à sec" des sols.